# Hbomberguy
Harry Michael Brewis, né le 19 septembre 1992 et mieux connu sous le pseudonyme de Hbomberguy, est un vidéaste britannique présent sur YouTube et Twitch,,.
Il produit des essais vidéo sur différents sujets tels que le cinéma, la télévision et les jeux vidéo, les combinant souvent avec des arguments issus de positions politiques et économiques de gauche,,.
Il crée également des vidéos visant à démystifier les théories du complot et à répondre aux arguments de droite et antiféministes.

## Contenu
Harry Brewis lance la chaîne YouTube Hbomberguy le 28 mai 2006. Au 22 septembre 2023, la chaîne compte plus de 1.26 millions d'abonnés. Les techniques de présentation de Brewis incluent l'animation dessinée à la main et l'humour pour faire valoir ses arguments.
Ses vidéos traitent notamment de sujets liés à la politique et à la justice sociale, y compris des analyses d'arguments et de thèmes de droite alternative,. Brewis s'appuie sur un style de « réponses mesurées » pour former ce qui est devenu une série de lectures approfondies de personnalités culturelles telles que les théoriciens contemporains du complot de la Terre plate, les pick up artists et les créateurs de contenu qui perpétuent les allégations sur l'effet supposé féminisant des phytoestrogènes du soja.
Parallèlement à ses séries d'analyses politiques et de réponses mesurées, il produit des critiques médiatiques de longue durée et des essai vidéo sur un certain nombre de sujets, tels que la télévision, le cinéma, la culture Internet et les jeux vidéo.

## Stream caritatif pour Mermaids
Du 18 au 21 janvier 2019, Harry Brewis diffuse en continu une tentative de terminer Donkey Kong 64 pour collecter des fonds pour l'organisation caritative transgenre britannique Mermaids, qu'il termine en 57 heures et 48 minutes. L'organisme de bienfaisance avait été désigné comme financement par la British National Lottery, mais le financement a été retenu et mis sous examen après les critiques de l'écrivain comique Graham Linehan et d'autres. Cela a inspiré Brewis à diffuser en direct pour soutenir l'association caritative.
Le livestream présente de nombreux invités notables, dont la représentante américaine Alexandria Ocasio-Cortez ; l'activiste Chelsea Manning ; l'actrice Mara Wilson ; les journalistes Paris Lees et Owen Jones ; le créateur de Adam Ruins Everything créateur Adam Conover ; l'auteur Chuck Tingle ; Matt Christman et Virgil Texas du podcast Chapo Trap House ; le compositeur de Donkey Kong 64 Grant Kirkhope ; les concepteurs de jeux Rebecca Heineman, Josh Sawyer, John Romero et Scott Benson ; les YouTubeuses Natalie Wynn, Lindsay Ellis, Abigail Thorn et Jim Sterling ; ainsi que la PDG de Mermaids, Susie Green,,.
Colin Mochrie, Neil Gaiman, Cher, Matthew Mercer, Adam Savage, Hidetaka Suehiro et SonicFox ont également tweeté pour soutenir le livestream et l'association caritative. Le livestream commence avec un objectif de US$500, mais il permet au cours des premières 24 heures de récolter plus de 100 000 $. Au total, plus de 347 000 $ (GB£265 000) ont été collectés pour l'association caritative via le livestream,, avec plus de 659 000 personnes regardant le stream.
Le livestream attire l'attention et les éloges,,. Il est décrit par The Guardian comme "un antidote au pire de la culture du jeu" et salué dans une motion déposée au Parlement écossais par le co-organisateur Parti vert Patrick Harvie. En juillet 2019, le magazine LGBT Attitude reconnaît le livestream en honorant Brewis d'un Attitude Pride Award. L'association Mermaids remercie également Brewis pour le livestream sur leur compte Twitter,.

## Accueil médiatique
Brewis est salué par la critique pour le format et les essais sur sa chaîne YouTube,,. Son analyse vidéo de la bande dessinée Ctrl+Alt+Del " et du comic strip Loss est saluée par la critique : elle est sélectionnée par Polygon comme l'un des dix meilleurs essais vidéo de 2018 et est nommée trois fois dans la collection Sight and Sound du film critique vidéo le plus remarquable de 2018. La critique de cinéma Charlie Lyne déclare : "H. Bomberguy a poussé l'essai vidéo YouTube dans un nouveau territoire avec cette poupée Matryoshka d'un téléchargement: une critique en couches du webcomic de jeu Ctrl + Alt + Suppr, le classique de mauvais goût de Tommy Wiseau The Room et l'essai vidéo YouTube lui-même. Pour couronner le tout, c'est un film d'horreur",. Sa vidéo sur les VHS, qui est produite en collaboration avec Shannon Strucci, est saluée par TenEighty Magazine comme une excellente "plongée en profondeur" dans le sujet.

## Vie privée
Harry Brewis est bisexuel et vit au Pays de Galles.